# Hittisau
Hittisau é um município da Áustria, situado no distrito de Bregenz, no estado de Vorarlberg. Tem 46,62 km² de área e sua população em 2019 foi estimada em 2.063 habitantes.